# Louis Luçon

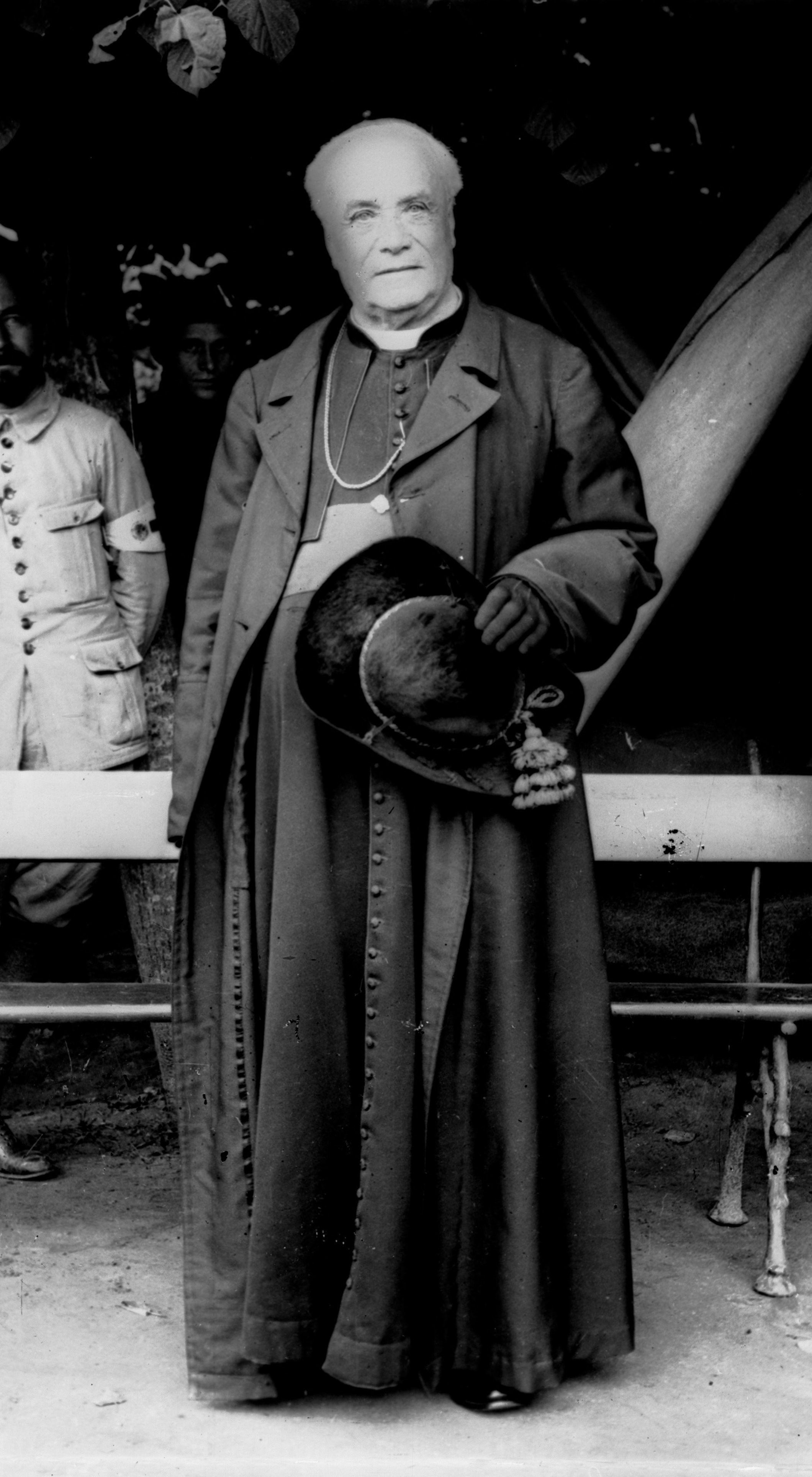
Louis Kardinal Luçon (1915)

Kardinalswappen

 Louis-Henri-Joseph Kardinal Luçon  (* 28. Oktober 1842 in Maulévrier, Frankreich; † 28. Mai 1930 in Reims) war ein französischer Geistlicher und römisch-katholischer Erzbischof von Reims.

## Leben
Louis-Henri-Joseph Luçon schloss seine theologischen und philosophischen Studien in Angers mit Promotionen in Katholischer Theologie und Kanonischem Recht ab. Er empfing am 23. Dezember 1865 das Sakrament der Priesterweihe und arbeitete anschließend als Kaplan in Angers und Rom. Von 1883 bis 1887 war er Erzpriester in Cholet.
1887 ernannte ihn Papst Leo XIII. zum Bischof von Belley. Die Bischofsweihe spendete ihm am 8. Februar 1888 der Bischof von Angers, Charles Émile Freppel; Mitkonsekratoren waren François Grolleau, Bischof von Évreux, und Jules François Lecoq, Bischof von Nantes.
1906 übertrug Papst Pius X. Louis Luçon die Leitung des Erzbistums Reims, am 16. Dezember 1907 nahm er ihn als Kardinalpriester mit der Titelkirche Santa Maria Nuova in das Kardinalskollegium auf. Sowohl 1914 als auch 1922 nahm Louis Kardinal Luçon am Konklave teil. Während des Ersten Weltkriegs erlangte Kardinal Luçon weite Bekanntheit, als er in Erwartung der Zerstörung seiner Kathedrale demonstrativ in Reims blieb.
Louis Kardinal Luçon vertrat den Papst bei mehreren Feierlichkeiten als päpstlicher Legat. Er starb am 28. Mai 1930 in Reims und wurde in der dortigen Kathedrale bestattet.

## Apostolische Sukzession
Die Apostolische Sukzession von Kardinal Luçon ist bis Kardinal Scipione Rebiba dokumentiert:
- Bischof Charles-Émile Freppel
- Kardinal François-Auguste-Ferdinand Donnet
- Bischof Charles-Auguste-Marie-Joseph de Forbin-Janson
- Kardinal Gustav Maximilian von Croÿ
- Erzbischof Jean-Charles de Coucy
- Kardinal Antonio Dugnani
- Kardinal Carlo Rezzonico
- Kardinal Giovanni Francesco Albani
- Clemens XIII.
- Benedikt XIV.
- Benedikt XIII.
- Kardinal Paluzzo Paluzzi Altieri degli Albertoni
- Kardinal Ulderico Carpegna
- Kardinal Luigi Caetani
- Kardinal Ludovico Ludovisi
- Erzbischof Galeazzo Sanvitale
- Kardinal Girolamo Bernerio, O.P.
- Kardinal Giulio Antonio Santorio
- Kardinal Scipione Rebiba